# Élections fédérales australiennes de 1951
Des élections législatives et sénatoriales fédérales se tiennent le 28 avril 1951 en Australie afin de renouveler les 121 sièges de la Chambre des représentants et les 60 sièges du Sénat, après une double dissolution demandée par le Sénat.
Ces élections sont à nouveau remportées par la coalition entre le parti des Libéraux et le parti Country, dirigé par Robert Menzies, contre le parti travailliste, mené par Ben Chifley.
C'est la dernière fois que le parti travailliste aura la majorité au Sénat. Chifley meurt un mois après ces élections.